# گلوباسنیتس
گلوباسنیتس (به آلمانی: Globasnitz) یک منطقهٔ مسکونی در اتریش است که در Völkermarkt District واقع شده‌است. گلوباسنیتس ۱٬۶۴۵ نفر جمعیت دارد.